# بی جی الدر
بی جی الدر (انگلیسی: B. J. Elder؛ زادهٔ ۴ سپتامبر ۱۹۸۲) بازیکن بسکتبال اهل ایالات متحده آمریکا است.